# Francmasonería en Costa Rica

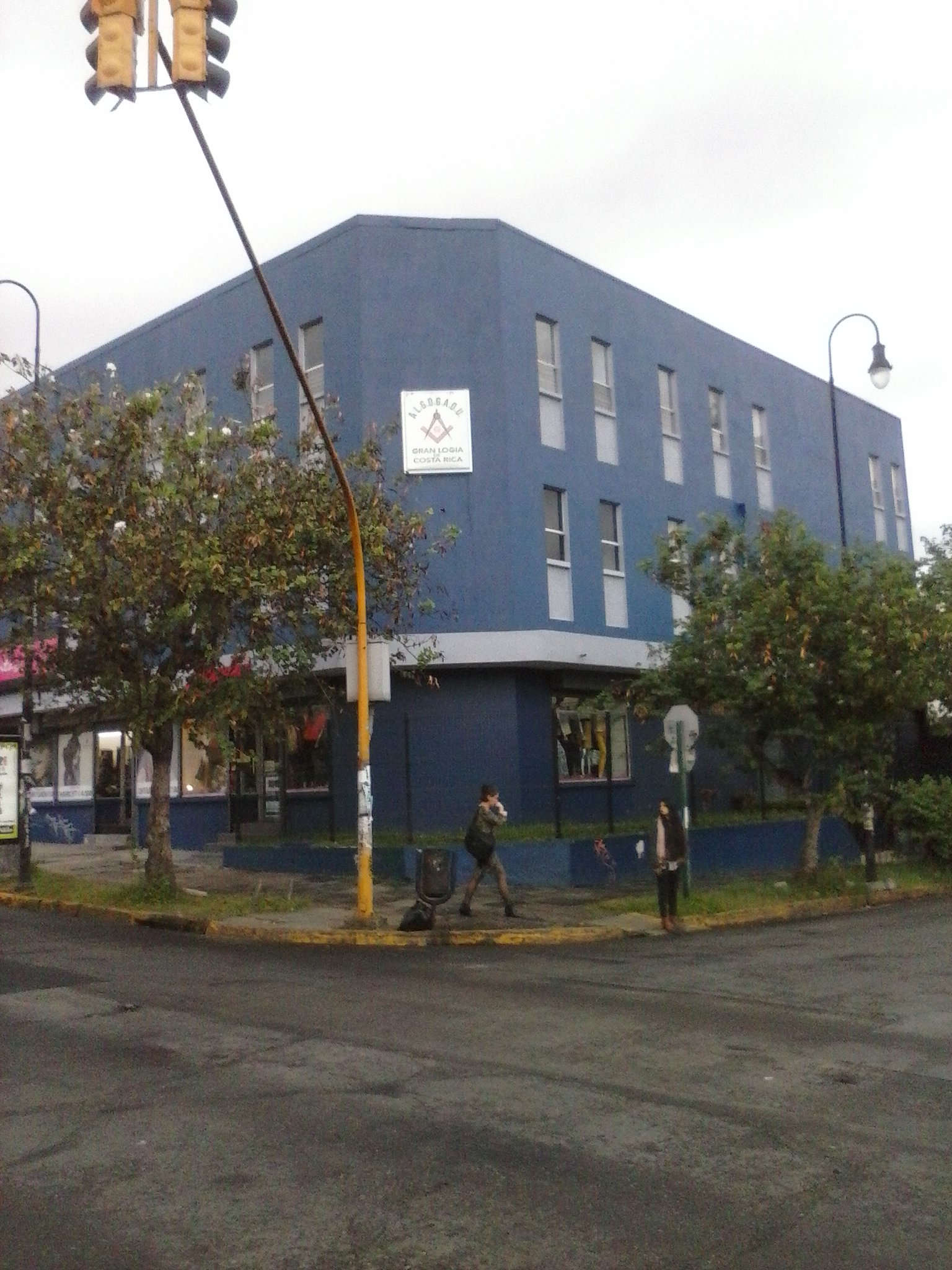
Gran Logia Masónica de Costa Rica

La francmasonería da inicio en Costa Rica al mismo tiempo que en Centroamérica durante el transcurso del siglo XIX. La masonería regular inicia al ser fundada por el sacerdote católico costarricense Francisco Calvo, ex capellán general del Ejército de Costa Rica durante la Campaña Nacional de 1856 quien introduce la masonería regular en América Central en 1865. Sin embargo, hay evidencia de la existencia de Logias "no regulares" activas después de la Independencia y antes de 1865. A la masonería han pertenecido destacadas figuras costarricenses de la política, la literatura, el arte y la ciencia, incluyendo varios presidentes de la República.

## Historia
De acuerdo con el historiador Rafael Obregón Loría (quien fuese además Gran Maestro de la Gran Logia de Costa Rica) se fundaron en el país varias logias antes de 1865, así como se tiene constancia de procesos legales al respecto. En sus escritos, aparece un ciudadano de apellido Bolio (apellido que luego evoluciona a Volio) indiciado judicialmente y quien confiesa arrepentido, así como el nombre del Venerable Maestro en funciones, un extranjero que viajó por toda Centroamérica, y de apellido Echarri.

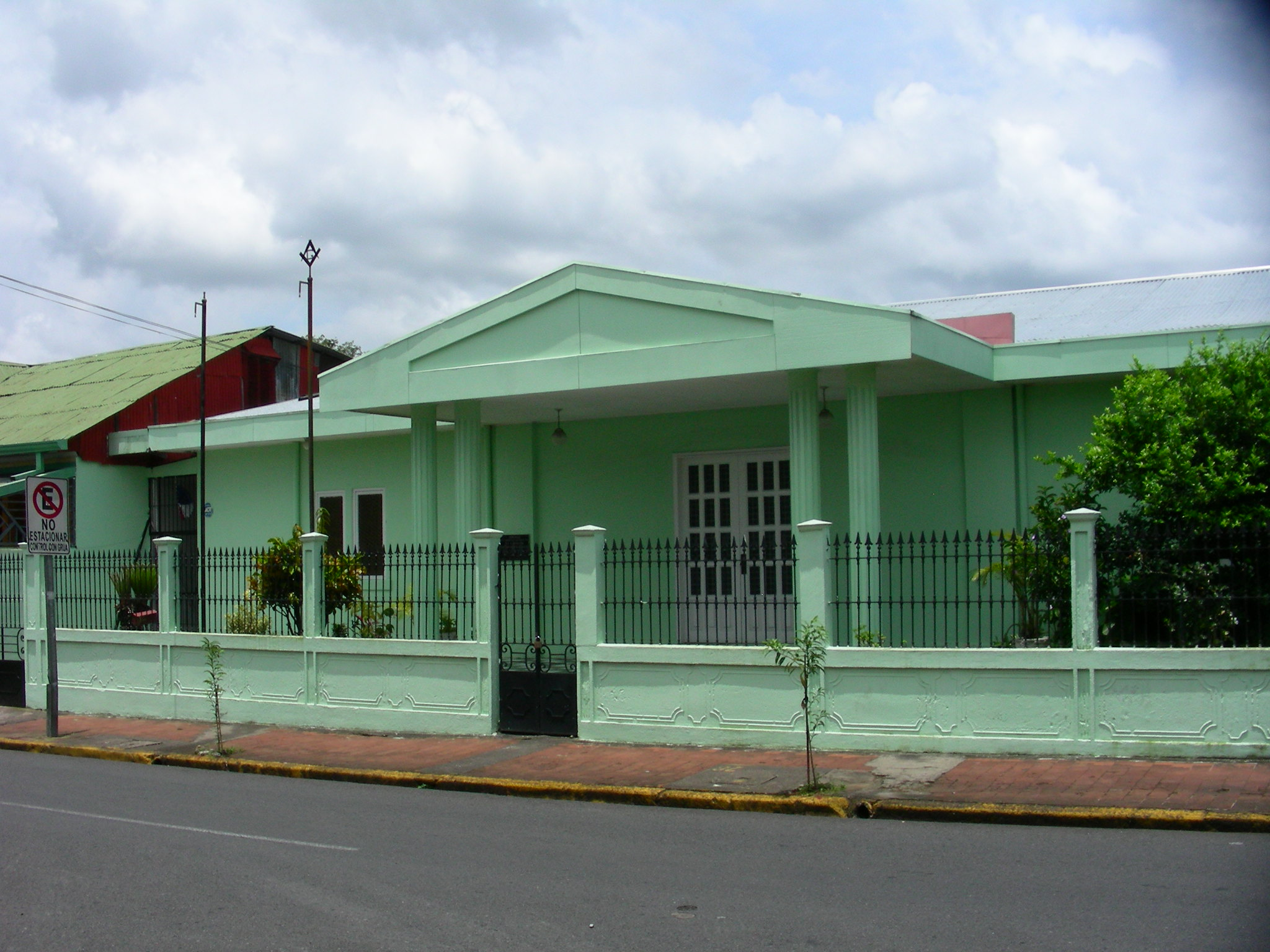
Templo Masónico de Alajuela

Calvo es iniciado en la masonería regular al realizar un viaje a Perú en El Callao, en 1862, y regresa al país. La primera Logia Masónica regular de la que se tiene registro, fue la Respetable Logia Caridad de Costa Rica, instaurada el 28 de junio de 1865 al ser reconocida por el Gran Consejo Administrativo del Gran Oriente Neo-Gradino que emite la respectiva carta patente.
En 1867 se forma la Logia Unión Fraternal dependiente de la Gran Logia de Colón en Cuba (potencia regular también reconocida por la potencia regular masónica de Carolina del Sur en EE. UU. desde 1859, y diferente del posterior G.O.C.A. en Cuba de 1862 y de su carácter patriótico e independentista), escisión de la Logia Caridad por desavenencias desconocidas, y de la cual Bruno Carranza sería su venerable maestro.
El 9 de enero de 1871 se funda el Supremo Consejo Grado 33º y último del Rito Escocés Antiguo y Aceptado de Centroamérica con sede en San José, Costa Rica. Desde Costa Rica se impulsaría la masonería al resto de Centroamérica, vinculándose a las revoluciones liberales de los 1870 (Costa Rica, Guatemala, El Salvador), e impulsando la creación de logias regulares especialmente Nicaragua y Guatemala.
Para 1875 existían en el país las logias Caridad N.º 1, Esperanza N.º 2, Fe N.º 3, Unión Fraternal N.º 7, Progreso N.º 9, Maravilla N.º 12, Sincera Amistad N.º 18, Desengaño N.º 14, Concordia y la Porvenir, Regeneración N.º 6, Unión Fraternal N.º 9, La Luz N.º 12, La libertad N.º 15 y Phoenix. Muchas de estas Logias estarán bajo el Supremo Consejo Centroamericano Grado 33 º del REAA creado el 9 de enero de 1871 bajo la dirección del presbítero Francisco Calvo; sin embargo este Consejo regular itinerante para toda Centroamérica es abducido por la República de Guatemala hasta el siglo XX. Por lo tanto, varias Logias regulares de Costa Rica se unirán el 7 de diciembre de 1899 formando la Gran Logia de Costa Rica. La mayoría de logias de esta etapa utilizan el Rito Escocés Antiguo y Aceptado, solo dos utilizan el Rito de York, y por lo tanto, todas son logias exclusivamente masculinas. Los requisitos para ser masón en esta época eran; ser mayor de 21 años, saber leer y escribir (algo bastante común ya que Costa Rica tenía altos niveles de alfabetización) y ser una persona de buenas costumbres. La mayoría de masones a principios del siglo XIX pertenecían a la burguesía o a la pequeña burguesía. Su número de 1865-1899 ascendía a 649. La masonería difundía ideas propias del humanismo, el racionalismo y la Ilustración francesa que se hicieron rápidamente populares entre la intelectualidad de la época y las clases dominantes. De hecho la Casa de Enseñanza de Santo Tomás, fundada por el masón José María Castro Madriz y cuyos dos primeros rectores Manuel Argüello Mora (literato, y sobrino e hijo de crianza del prócer y Benemérito Juan Rafael Mora Porras) y Lorenzo Montúfar (liberal civilista exiliado de Guatemala) también eran destacados Maestros Masones, impartía la cátedra de Racionalismo en la Facultad de Filosofía. Durante la presidencia de Castro se llevaría a cabo una importante reforma educativa general que incluyó la educación pública sufragada por el Estado desde la primaria para ambos sexos y con libertad de cátedra.
Esta promoción de las ideas liberales que incluían la libertad de expresión, de conciencia y el libre debate de ideas promovido durante el gobierno de Castro Madriz comenzó a alarmar a la Iglesia católica, razón por la cual el primer obispo de Costa Rica Anselmo Llorente y La Fuente se ve compelido a emitir varias condenas a la Masonería fundamentadas en las encíclicas papales respectivas y reafirma la necesidad de la Iglesia de guiar las consciencias de las personas para evitar su extravío de Dios.

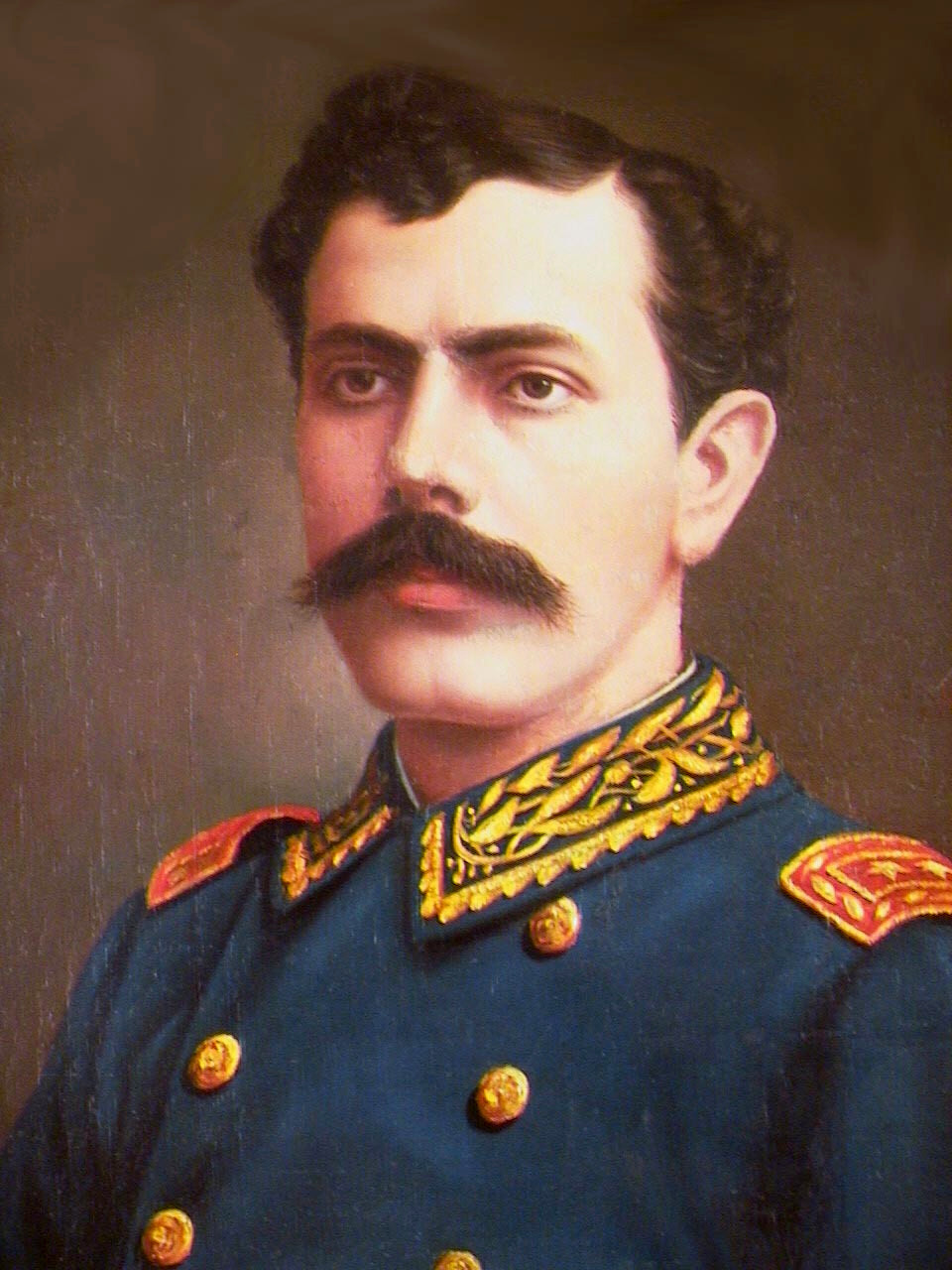
Bernardo Soto presidente de Costa Rica, liberal y masón, fue proclamado «Gran Protector de la Orden Masónica en Costa Rica».

Las diferencias entre logias parecieron también repercutir en la creación de facciones políticas. Así, mientras que de la Logia Caridad emergieron la gran mayoría de ministros de Castro Madriz, tras el cisma surgido en esta Logia y el surgimiento de Unión Fraternal, la oposición a Castro Madriz estaba en buena medida conformada por miembros de esta última, muchos de los cuales respaldaron su derrocamiento. Durante el gobierno de facto de Jesús Jiménez Zamora que derrocó a Castro Madriz el 1 de noviembre de 1868 se utilizaron argumentos antimasónicos para justificar la defenestración del segundo, como por ejemplo, que iba a destruir la Catedral y que prohibiría la religión católica. Jiménez persiguió la masonería y durante su breve mandato sus actividades serían prohibidas. Pero como liberal que era no retrotrajo muchas de las reformas castristas, así por ejemplo, la reforma educativa se mantuvo e incluso se incluyó en la Constitución. 
Jiménez Zamora sería un dictador efímero, pues él mismo sería derrocado cerca de un año después de su llegada al poder y la mayoría de los golpistas que le sacaron del poder fueron masones. Tomás Guardia toma el poder y convoca a una Asamblea Constituyente que redacta la Constitución de 1871. De entre sus miembros fueron masones Manuel Aragón, Aniceto Esquivel, Luis Diego Sáenz, Cipriano Muñoz, Andrés Sáenz, Alejandro Alvarado García (miembros de la Logia Caridad) y Bernardino Alvarado (Logia Flor del Pacífico). En general, durante el polémico gobierno autoritario de Guardia se sucederían incontables luchas políticas entre facciones liberales y masónicas. Igual que en Guatemala habría diferentes facciones liberales y laicistas, algunas más militaristas y librecambistas (liderada por el Masón, General Justo Rufino Barrios), y otras más de corte civilista y democrático (como la del Masón Lorenzo Montúfar exiliado en Costa Rica). Tras la muerte de Guardia asume el poder de facto su estrecho colaborador Saturnino Lizano (también masón) por un par de meses. Próspero Fernández, un militar liberal, de la Logia Unión Fraternal, obtiene la presidencia por vía electoral y la asume el 10 de agosto de 1882. Con su gobierno parece ponerse fin a las agrias pugnas intramasónicas y se da un decidido impulso a las ideas y principios liberales y laicos. Continuará su obra liberal un joven estudiante rebelde, y luego yerno suyo, Bernardo Soto. La polémica frente al proyecto liberal no se hace esperar, frente al popular arzobispo Bernardo Augusto Thiel, venido de Alemania, muy interesado en las condiciones de vida de los indígenas guatusos, y también masón y con grado 18º[cita requerida]; sus "joyas" Masónicas propias de su grado, están grabadas en su propia mitra de arzobispo que se conserva en el Museo de la Gran Logia de Costa Rica.[cita requerida]
De 1865 a 1870 de 31 diputados, 28 fueron masones, de 10 magistrados de la Corte Suprema de Justicia 9 pertenecieron a la masonería, así como 15 de 16 ministros y de 6 presidentes del período lo fueron 5.
El número de masones en cargos públicos va decreciendo con el tiempo, para el período parlamentario de 1864 a 1866 solo 4 de 22 diputados serían masones (18 %). Entre 1864 y 1900 el número de masones en el Parlamento oscilaría entre el 14 % (1866-1868 y 1872-1874) a 34 % (1884-1886). Estos porcentajes parecen desmentir las acusaciones que hacían publicaciones católicas de la época como Eco Católico donde afirmaban que el 90 % de los diputados eran masones.
Donde sí tuvieron mucha más cabida fue en el Poder Ejecutivo, de 1865 a 1906 fueron masones los presidentes José María Castro Madriz, Bruno Carranza, Tomás Guardia (aunque se retiraría después), José Antonio Pinto Castro, Salvador Lara Zamora, Próspero Fernández, Bernardo Soto y Ascensión Esquivel. Durante sus gobierno sus gabinetes estarían conformados por un número de masones que oscilaría entre el 58 % (administración de Esquivel) y el 86 % (de Guardia).  En todo caso la situación cambiaría a partir de 1899 con los gobiernos conservadores consecutivos de José Joaquín Rodríguez Zeledón (1890-1894) y su yerno Rafael Iglesias (1894-1902) , bajo cuyos gobiernos no pareció haber influencia de la masonería o ministros de importancia pertenecientes a ésta.
Durante el período histórico de 1865 a 1899 se da en Costa Rica una serie de reformas políticas republicanas y secularizantes que empiezan a promover las ideas liberales que abrazaba la cúpula social de la época. Muchas de estas reformas liberales que moldearían al país fueron impulsados por adeptos a la masonería costarricense.
Esto provocaría que para el siglo XX se homologaría la masonería con el liberalismo y se les vería como consubstanciales una con la otra. Sobre esto diría el arzobispo de San José, Víctor Manuel Sanabria Martínez: 

la masonería fue entre nosotros el grupo organizado de la liberalería [sic], fue el instrumento de expresión del liberalismo, la masonería fue trompeta del liberalismo, y además organismo político, la masonería es un instrumento netamente capitalista.

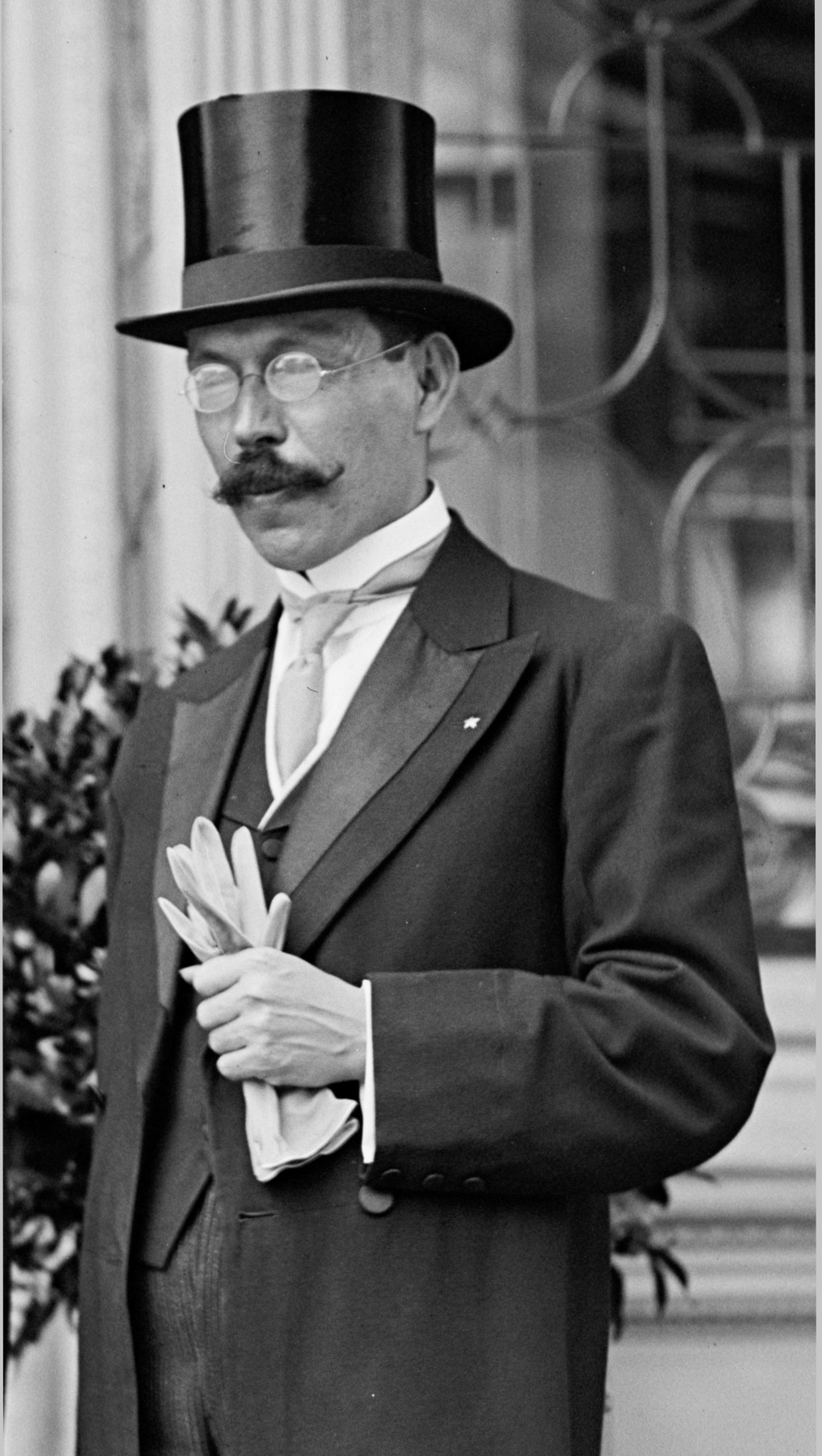
Roberto Brenes Mesén, destacado escritor y poeta costarricense, miembro de la Logia Masónica y de la Sociedad Teosófica.

Sin embargo, durante el siglo XIX las relaciones entre la Iglesia y la Masonería tica fueron siempre complejas. No puede señalarse a los masones costarricenses como anticlericales, de hecho se tiene constancia de que sacerdotes católicos y protestantes formaban parte de la misma y tenía buenas relaciones con el clero liberal. No obstante entró en conflicto con la jerarquía católica local, liderada por el obispo Bernardo Augusto Thiel, aunque fiero opositor al gobierno liberal por lo cual fue expulsado del país (junto a los jesuitas) durante la administración de Próspero Fernández y su periódico Eco Católico es cerrado. La expulsión de Thiel causó a su vez la separación temporal de Calvo del cargo de sacerdote, pues a Calvo se le consideró coconspirador junto al gobierno y culpable por la introducción de la masonería en Costa Rica, si bien Calvo mismo tenía nueve años de estar retirado de las actividades masónicas para ese momento.
Tras el súbito fallecimiento de Fernández llegaría al poder, su yerno, Bernardo Soto, apodado «Gran Protector de la Orden Masónica»  quien por intercesión de Calvo permitiría el regreso de Thiel al país quien parecía empezar a hacer de nuevo las paces con la masonería. Naturalmente, bajo el gobierno de Soto los masones formarían parte en gran número de su gabinete. 
Surge en 1889 el partido conservador católico y antimasónico Unión Católica, que inicia una feroz campaña antimasónica homologando a la organización con el satanismo y describiendo como una secta anticristiana. Diarios católicos de la época también buscaban asociar la Masonería con otras corrientes de pensamiento hostiles a la Iglesia, así El Eco Católico la asociaba con el ateísmo y el materialismo, mientras que El Adalid Católico la vinculaba con el protestantismo y afirmaba que ambos tenían el mismo origen y la misma meta; la destrucción de la Iglesia. Se deben recordar las jornadas de noviembre de 1889 y el levantamiento popular contra el gobierno Liberal.
Por supuesto, como en otras naciones, no podía faltar la asociación de la masonería con el judaísmo. Según Ricardo Martínez, en el diario oficial del Partido Unión Católica se escribió: 

"...ha sido ella organizada y recibe toda su dirección de los judíos, al menos en su parte más alta y secreta. La Masonería, como dice un escritor, es carne y hueso del talmudismo" (La Unión Católica, 22 de febrero de 1891).

Para las elecciones de 1889, primeras en que participan partidos políticos, los masones Bernardo Soto y Ascensión Esquivel forman el histórico Partido Liberal Progresista que enfrenta al conservador Partido Constitucional Democrático que postula al conservador José Joaquín Rodríguez Zeledón quien tiene relativo apoyo de la Iglesia. Los liberales progresistas resultan derrotados en ese proceso y el Partido Constitucional, cuya única función era impedir el triunfo de Esquivel, se disuelve. Para las elecciones subsiguientes de 1894 Rodríguez ya había roto sus lazos clericales e impulsaba la candidatura de su yerno Rafael Iglesias, quien enfrentaba a la recién fundada Unión Católica que postulaba a José Gregorio Trejos Gutiérrez y que enfrentó todo tipo de trabas por parte del gobierno, incluyendo el arresto de su candidato. Por esta época también se funda el Partido Independiente Demócrata del también masón y líder popular Félix Arcadio Montero Monge. Se debe mencionar que el presbítero Francisco Calvo preside en 1874 la primera Asamblea de Obreros y Artesanos mutualistas junto a Félix Arcadio Montero.
Iglesias y Esquivel fundan el Partido Unión Nacional para las elecciones de 1902 que fue apodado por Unión Católica como el «Partido Masónico» aun cuando para esta época Esquivel ya había abandonado la Masonería y de Iglesias no existe constancia formal de que alguna vez haya sido masón, aunque se rumorea fue sólo iniciado como Aprendiz. De hecho eran relativamente bastante Conservadores y autoritarios ambos, frente al Partido Liberal Progresista, y en particular Iglesias daba un trato ilegal y cruel a sus adversarios políticos.

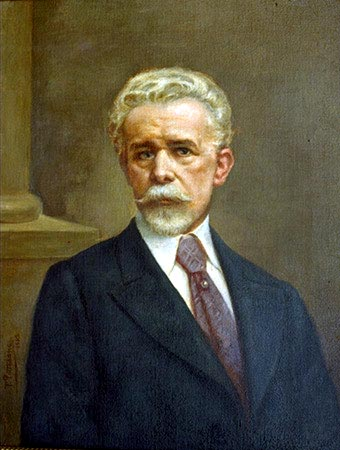
Tomás Povedano pintor español radicado en Costa Rica, uno de los más importantes artistas costarricenses, masón y teósofo.

La masonería costarricense tendría un peso importante en la fundación de la Sociedad Teosófica en Costa Rica en 1904. Varios de sus fundadores como el escritor Roberto Brenes Mesén y el famoso pintor Tomás Povedano fueron también Maestros Masones. La Sociedad Teosófica tendría una influencia importantísima en la cultura costarricense en áreas como la educación, el arte y la política casualmente por la pertenencia de muchos de sus miembros en posiciones importantes de gobierno y por la popularización de la Teosofía entre la aristocracia costarricense. Esto la llevó a tener algunos choques culturales con la Iglesia Católica en especial en ciertos temas como representaciones artísticas o en polémicas complejas como cuando Brenes Mesén como director del Liceo de Heredia autorizó la enseñanza de la evolución y no permitió la enseñanza de la religión católica, dos situaciones que generaron airadas polémicas con la Iglesia.
José Basileo Acuña Zeledón funda en 1919 la primera Logia Masónica Mixta (es decir, que admite mujeres y hombres) llamada Logia Saint Germain No 621, originalmente perteneciente a Le Droit Humain con sede en París, Francia, sin embargo, desde 2002 la mayoría de logias mixtas se adhieren a la Orden de Oriente de la Francmasonería Mixta Internacional con sede en Adhyar India.
La inmigración libanesa y siria tendría un papel relevante en la Masonería costarricense. Muchos de estos inmigrantes se unirían a logias masónicas y dos llegarían ser Grandes Maestros, el primero el empresario de origen libanés Bejos Yamuni Abdalá quien ejerció el cargo de Venerable Maestro de la Gran Logia entre 1949 y 1950, y su hijo. Yamuni emigró junto a sus padres y hermanos arribando al país en 1901 y prosperando como comerciantes. Su familia era cristiana maronita y Yamuni, quien adquirió la ciudadanía costarricense en 1912, desposó a Mercedes Tabush, nacida en Costa Rica de padres sirios, en 1914. Yamuni ingresó a la masonería el 5 de julio de 1905 en la Logia Regeneración de San José, pasando luego a la Logia Libertad de San José en 1910, a la Logia Hermes del mismo lugar en 1927 y a la Logia Maravilla de Alajuela en 1940 que construiría su propio Templo Masónico en 1943 bajo instancias de Yamuni quien fuera Venerable Maestro. Todas las anteriores logias basadas en el Rito Escocés. En 1950 Yamuni ingresó a la Logia La Luz de anglosajones protestantes y habla inglesa que usaba el Rito de York.  Tanto Bejos como su hijo formaron parte de las Cámaras Filosóficas, siendo electo Gran Tesorero, Teniente y Gran Maestro.

## Figuras destacadas

### Presidentes
- José María Castro Madriz
- Braulio Carrillo Colina
- Próspero Fernández Oreamuno
- Bernardo Soto Alfaro
- Tomás Guardia Gutiérrez
- José Antonio Pinto Castro (presidente interino)
- Salvador Lara Zamora (presidente interino)
- Bruno Carranza Ramírez
- Aniceto Esquivel Sáenz
- Saturnino Lizano Gutiérrez
- Ascensión Esquivel Ibarra
- Julio Acosta García
- Juan Bautista Quirós Segura
- León Cortés Castro
- Otilio Ulate Blanco

### Intelectuales
- Francisco Calvo, sacerdote católico, líder Liberal, y fundador de la Masonería en Centroamérica.
- Carlos María Ulloa, médico y sacerdote católico.
- Félix Arcadio Montero Monge, político e intelectual, defensor de los derechos de los obreros y artesanos.
- Pío Víquez, famoso periodista.
- Aquiles Bigot, famoso pintor.
- Tomás Povedano, famoso pintor y profesor.
- Roberto Brenes Mesén, escritor y pensador.
- Omar Dengo Guerrero, ensayista, intelectual y luchador social.
- Rogelio Fernández Güell, intelectual y prócer nacional. (Se inició sólo como Aprendiz regular en la  Logia Hermes N° 7, pues fue asesinado por la dictadura de los Tinoco).
- Rafael Obregón Loría, profesor e historiador.
- Carlos Luis Sáenz, escritor y luchador social. (Perteneció a la Masonería Mixta)
- Bejos Yamuni Abdalá, empresario.
- José Basileo Acuña Zeledón, poeta e intelectual (Perteneció a la Masonería Mixta también).